# Gesetz zur Bekämpfung des Rechtsextremismus und der Hasskriminalität
Das Gesetz zur Bekämpfung des Rechtsextremismus und der Hasskriminalität ist ein deutsches Artikelgesetz, mit dem das Strafgesetzbuch, das Bundesmeldegesetz  sowie das Netzwerkdurchsetzungsgesetz (NetzDG) geändert wurden.

## Amtliche Begründung
Im Internet und besonders in den sogenannten sozialen Medien beobachtet der Gesetzgeber eine zunehmende Verrohung der Kommunikation, welche die Meinungsfreiheit gefährde. Mit dem Gesetz sollte im Wesentlichen eine Meldepflicht der Anbieter sozialer Netzwerke eingeführt werden. Sie sollen bestimmte strafbare Inhalte an das Bundeskriminalamt (BKA) melden, damit von dort aus die Strafverfolgung durch die zuständigen Strafverfolgungsbehörden veranlasst werden kann. Erfasst werden sollten Inhalte, bei denen konkrete Anhaltspunkte dafür bestehen, dass sie den demokratischen Rechtsstaat gefährden, gegen die öffentliche Ordnung verstoßen, kinderpornographische Inhalte verbreiten oder eine Bedrohung gegen das Leben, die sexuelle Selbstbestimmung, die körperliche Unversehrtheit oder die persönliche Freiheit darstellen und damit anhaltende negative Auswirkungen auf die Ausübung der Meinungsfreiheit in den sogenannten sozialen Medien haben könnten. Über die bereits gesetzlich in § 3 Abs. 2 NetzDG vorgesehene Löschung rechtswidriger Inhalte hinaus sei es notwendig, diese auch strafrechtlich zu verfolgen, insbesondere die sogenannte Hasskriminalität mit rechtsextremistischem Hintergrund, nicht nur, aber gerade auch bei Tatbegehungen im Internet. Auch das materielle Strafrecht müsse noch deutlicher als bisher auf die mit Hasskriminalität verbundenen Rechtsgutsverletzungen ausgerichtet werden.

## Gesetzgebungsverfahren
Der Entwurf des Gesetzes zur Bekämpfung des Rechtsextremismus und der Hasskriminalität wurde von den Fraktionen der CDU/CSU und der SPD in den Deutschen Bundestag eingebracht und am 18. Juni 2020 in Dritter Lesung durch den Bundestag in der Ausschussfassung beschlossen. Der Bundesrat stimmte am 3. Juli 2020 zu. Damit war das Gesetz formal zustande gekommen (Art. 78 GG).
Vor Ausfertigung des Gesetzes durch Bundespräsident Frank-Walter Steinmeier gem. Art. 82 Abs. 1 Satz 1 GG begutachteten die Wissenschaftlichen Dienste des Deutschen Bundestages die Vereinbarkeit des Gesetzes mit einem am 17. Juli 2020 veröffentlichten Beschluss des Bundesverfassungsgerichts (BVerfG) zur Bestandsdatenauskunft. Danach hätten die Anbieter von Telemediendiensten keine „Befugnis, dem Bundeskriminalamt […] anhand einer zu einem bestimmten Zeitpunkt zugewiesenen IP-Adresse ermittelte Daten, zum Beispiel die Identität des Nutzers, zu übermitteln.“
Zwar waren die Vorschriften des Gesetzes zur Bekämpfung des Rechtsextremismus und der Hasskriminalität nicht selbst Gegenstand dieser verfassungsgerichtlichen Entscheidung, sie entsprachen aber zum Teil inhaltlich vollständig einzelnen Normen, die das Bundesverfassungsgericht in seinem Beschluss vom 27. Mai 2020 für verfassungswidrig erklärt hatte. Der Gesetzgeber entschloss sich daher, zur Umsetzung des BVerfG-Beschlusses das Gesetz zur Bekämpfung des Rechtsextremismus und der Hasskriminalität vor Ausfertigung und Verkündung entsprechend zu ändern. Aufgehoben wurden Artikel 2 (Strafprozessordnung), Artikel 3 (Einführungsgesetz zur Strafprozessordnung), Artikel 5 (Telemediengesetz) und Artikel 6 (Bundeskriminalamtsgesetz), die jeweils Regelungen enthielten, die den vom Bundesverfassungsgericht für verfassungswidrig erklärten Regelungen inhaltlich entsprachen.
Am 3. April 2021 traten dann mit dem Gesetz zur Bekämpfung des Rechtsextremismus und der Hasskriminalität nur eine Änderung des Strafgesetzbuchs (Art. 1) und des Bundesmeldegesetzes (Art. 4) in Kraft. Die Änderung des NetzDG (Art. 7) folgt am 1. Februar 2022.
Die aufgehobenen Bestimmungen wurden mit Wirkung zum 2. April 2021 durch Artikel 7 (Bundeskriminalamtgesetz), Artikel 8 (Strafprozessordnung), Artikel 9 (Einführungsgesetz zur Strafprozessordnung) und Artikel 12 (Telemediengesetz) des Gesetzes zur Anpassung der Regelungen über die Bestandsdatenauskunft an die Vorgaben aus der Entscheidung des Bundesverfassungsgerichts vom 27. Mai 2020 ersetzt.

## Inhalt

### Erweiterungen und Verschärfungen des Strafgesetzbuchs
Bei massiven Eingriffen in den öffentlichen, häufig auch politischen Diskurs hat der Staat unabhängig von einer Anzeige des Betroffenen ein eigenes Interesse an der strafrechtlichen Verfolgung des Täters, um den Rechtsstaat und die demokratisch gesetzten Regeln im Internet durchzusetzen.
Folgende Änderungen im Strafgesetzbuch wurden vorgenommen:
- Bei der Strafzumessung sind neben rassistischen, fremdenfeindlichen oder sonstigen menschenverachtenden Motiven auch antisemitische Beweggründe und Ziele des Täters zu berücksichtigen (§ 46 Abs. 2 StGB n.F.).
- In den Schutz der § 113, § 114 StGB vor Gewalt, Drohungen und tätlichen Angriffen sind auch Hilfeleistende eines ärztlichen Notdienstes oder einer Notaufnahme bei ambulanten Notfallbehandlungen einbezogen (§ 115 Abs. 3 StGB n.F.).
- Bei der Störung des öffentlichen Friedens durch Androhung von Straftaten werden neben den bereits erfassten Straftaten auch die Androhung einer gefährlichen Körperverletzung und von schweren Straftaten gegen die sexuelle Selbstbestimmung (§ 177 Abs. 4–8, § 178 StGB) erfasst (§ 126 Abs. 1 Nr. 2, 4 StGB n.F.).
- Die Tathandlung der Billigung von Straftaten im Sinne des § 140 Nr. 2 StGB wird von dem Erfordernis gelöst, dass die Straftat begangen oder in strafbarer Weise versucht worden sein muss.  Damit wird auch die Billigung noch nicht begangener schwerer Taten erfasst, wenn diese geeignet ist, den öffentlichen Frieden zu stören. Das öffentliche Befürworten der Äußerung, jemand gehöre „an die Wand gestellt“, soll nach Ansicht des Gesetzgebers ein Beispiel für die nun bestehende Strafbarkeit sein.[16] Handelte es sich bislang um eine Straftat, die weder begangen noch versucht worden ist, war § 140 StGB nicht anwendbar. Der Straftatbestand des § 140 StGB n.F. erfasst jedoch gerade ein Vorfeldverhalten, das noch vor der systematisch im Allgemeinen Teil des StGB geregelten Versuchs- und Vorbereitungsstrafbarkeit liegt.[17]  Da Anknüpfungspunkt eine Straftat ist, die noch gar nicht stattgefunden hat, bestehen Zweifel an der Verhältnismäßigkeit dieser Neuregelung.[18]
- Beleidigung
  - Wird eine Beleidigung öffentlich, in einer Versammlung, durch Verbreiten eines Inhalts im Sinne des § 11 Abs. 3 StGB oder mittels einer Tätlichkeit begangen, beträgt der Strafrahmen bis zu zwei Jahren Freiheitsstrafe oder Geldstrafe (Qualifikation gem. § 185 HS 2 StGB n.F.). Für die Vollendung der Tatbestandsvariante des Verbreitens im Internet soll genügen, dass eine Datei, die eine entsprechende Äußerung enthält, auf dem Rechner des Internetnutzers, sei es im flüchtigen Arbeitsspeicher oder auf einem permanenten Speichermedium, angekommen ist, wobei es unerheblich ist, ob der Nutzer die Möglichkeit des Zugriffs auf die Daten genutzt oder ob der Anbieter die Daten übermittelt hat.[19]
  - Die Ergänzung der qualifizierenden Tatbegehung „in einer Versammlung“ dient der Anpassung der üblen Nachrede an die Neufassung des § 185 StGB (§ 186 HS 2 StGB n.F.).
  - Der besondere Schutz von im politischen Leben des Volkes stehenden Personen vor Verleumdung und übler Nachrede „reicht bis hin zur kommunalen Ebene“ (§ 188 Abs. 1 Satz 2 StGB n.F.). Auch Kommunalpolitiker können in gleicher Weise wie Politiker auf Landes- oder Bundesebene von diffamierenden Äußerungen betroffen sein, die mit ihrer Stellung im öffentlichen Leben zusammenhängen und sie in ihrem öffentlichen Wirken beeinträchtigen. Der Bundesrat hatte im Hinblick auf den strafrechtlichen Bestimmtheitsgrundsatz Bedenken geäußert, da aus der Formulierung nicht hervorgehe, welcher Personenkreis genau gemeint sei. Der Vorschlag einer Legaldefinition in § 188 Abs. 3 StGB wurde jedoch nicht in das Gesetz übernommen.[20][21] Der Straftatbestand wurde aber auch auf den Schutz vor Beleidigungen ausgedehnt.
  - Gem. § 194 Abs. 1 Satz 2 StGB n.F. ist die gegen Personen des politischen Lebens gerichtete Beleidigung, üble Nachrede und Verleumdung kein reines Antragsdelikt mehr, sondern ein relatives und wird auch dann verfolgt, wenn die Strafverfolgungsbehörde wegen des besonderen öffentlichen Interesses an der Strafverfolgung ein Einschreiten von Amts wegen für geboten hält. Dies gilt jedoch nicht, wenn der Verletzte widerspricht (§ 194 Abs. 1 Satz 3 StGB n.F.).
- Der Tatbestand der Bedrohung war bisher auf die Bedrohung mit einem Verbrechen wie beispielsweise Mord beschränkt. Auch eine Bedrohung mit einem Vergehen könne jedoch in empfindlicher Weise auf den Adressaten einwirken, insbesondere die Bedrohung mit Taten gegen die sexuelle Selbstbestimmung, etwa einer Vergewaltigung, gegen die körperliche Unversehrtheit, die persönliche Freiheit oder gegen eine Sache von bedeutendem Wert (§ 241 Abs. 1 StGB n.F.).[22] Für die Bedrohung mit einem Verbrechen wurde der Strafrahmen von einem auf bis zu zwei Jahre Freiheitsstrafe oder Geldstrafe erhöht (§ 241 Abs. 2 StGB n.F.), für die öffentliche Tatbegehung auf bis zu drei Jahre (§ 241 Abs. 4 StGB n.F.). Strafbar sind danach selbst bagatellartige Fallkonstellationen wie beispielsweise das Androhen eines Einsperrens in ein Zimmer für wenige Minuten. Bedenke man, dass es sich um Vorfeldkriminalisierung handele, also die (Bagatell-)Tat lediglich angedroht, aber noch nicht ausgeführt wurde, sei die Verhältnismäßigkeit der Vorschrift und somit ihre Verfassungsgemäßheit mehr als zweifelhaft.[23]

### Auskunftssperren im Melderecht
Auskunftssperren gem. § 51 Abs. 1 Satz 2 und 3, Abs. 3 Bundesmeldegesetz (BMG) n.F. sollen den Schutz von Personen, die einem Personenkreis angehören, der sich auf Grund seiner beruflichen oder ehrenamtlich ausgeübten Tätigkeit allgemein in verstärktem Maße Anfeindungen oder sonstigen Angriffen ausgesetzt sieht, verstärken.

### Meldepflicht für Anbieter sozialer Netzwerke
§ 3a NetzDG verpflichtet die Anbieter sozialer Netzwerke ab dem 1. Februar 2022, dem Bundeskriminalamt als Zentralstelle zum Zwecke Strafverfolgung bestimmte Inhalte mitzuteilen, bei denen konkrete Anhaltspunkte dafür bestehen, dass sie den demokratischen Rechtsstaat gefährden, gegen die öffentliche Ordnung verstoßen, kinderpornographische Inhalte verbreiten oder eine Bedrohung gegen das Leben, die sexuelle Selbstbestimmung, die körperliche Unversehrtheit oder die persönliche Freiheit darstellen und nicht gerechtfertigt sind (§ 3a Abs. 2 NetzDG). Über die Mitteilung müssen sie den Nutzer, für den der Inhalt gespeichert wurde, vier Wochen später informieren, es sei denn, das BKA widerspricht (§ 3a Abs. 6 NetzDG).
Die in § 3a NetzDG n.F. vorgesehene proaktive Meldepflicht der Anbieter an das BKA könnte gegen das Recht derjenigen Länder verstoßen, in denen die Anbieter von sozialen Netzwerken ihren Sitz haben. Zudem sei das Verhältnis der Prüfung durch die Einrichtungen der regulierten Selbstregulierung nach § 3 Abs. 6 NetzDG und der Prüfung durch die Freiwillige Selbstkontrolle nach den §§ 19–19b JMStV regelungsbedürftig.

#### Negative Feststellungsklage und Eilrechtsschutz
Gegen § 3a NetzDG klagt unter anderen auch Google Ireland im Auftrag der Tochtergesellschaft YouTube vor dem Verwaltungsgericht Köln und hat einstweiligen Rechtsschutz beantragt. Eine Weitergabe von privaten Daten in diesem Umfang ohne festgestellten Anfangsverdacht sei unzulässig. Strafverfolgung müsse Sache des Staates bleiben. Rechtsstaatliche Kontrollen fehlten. Mit Beschluss vom 1. März 2022 hat das VG Köln dem Eilantrag stattgegeben. Die Meldepflicht nach § 3a NetzDG sei mit dem Herkunftslandprinzip der Richtlinie über den elektronischen Geschäftsverkehr (ECR) nicht vereinbar und daher unanwendbar.